# Henri Pontoy
Henri Pontoy, né à Reims le 5 février 1888 et mort à Six-Fours-les-Plages le 12 janvier 1968, est un peintre français.

## Biographie
Henri Pontoy entre à l'École des beaux-arts de Paris, dans l'atelier de Luc-Olivier Merson, et expose ses gravures au Salon des artistes français, et ses peintures  au Salon de la Société nationale des beaux-arts, au Salon d'Automne, ainsi qu'au Salon des artistes orientalistes algériens. En 1926, il est titulaire d'une bourse de voyage de la Société coloniale des artistes français qui lui permet de voyager en Afrique du Nord, notamment en Tunisie où il devient  sociétaire du Salon Tunisien la même année, pour se rendre ensuite au Maroc et en Afrique-Occidentale française. Il réside plusieurs années vers 1930 à Ouarzazate où il fait la connaissance du peintre Jacques Majorelle. Il devient professeur des arts et lettres au lycée Moulay Idriss à Fès. Il est lauréat 1933 du grand prix de la ville d'Alger. Il repart après la Seconde Guerre mondiale, en 1947, avec Majorelle, en Guinée, Côte d'Ivoire et Cameroun. Il obtient le prix du Cameroun en 1951. Sa palette fraîche, aérée et de couleurs chaudes, tant en huiles qu'en aquarelles, a toujours rencontré un vif succès. Il est l'un des derniers représentants français de l'orientalisme trouvant son apogée dans l'entre-deux-guerres.

## Expositions
- Oran, janvier 1925
- Alger et Tunis,: 1926
- Salon d'automne à Alger, 1926
- Alger, 1933, Salon des artistes orientalistes algériens
- Alger, décembre 1938, Salon de l'Union artistique de l'Afrique du Nord
- Alger, janvier 1947, exposition miroiterie d'art